# Ishida Masato
Masato Ishida (sinh ngày 17 tháng 4 năm 1983) là một cầu thủ bóng đá người Nhật Bản.

## Sự nghiệp câu lạc bộ
Masato Ishida đã từng chơi cho Yokohama FC, Banditonce Kobe và Nara Club.